# 羅克福德 (密蘇里州)
羅克福德（英語：Rockford）是位於美國密蘇里州沙里頓縣的非建制地區。

## 歷史
羅克福德的郵局於1893年設立，其後於1925年停運。

## 地理
羅克福德所處的海拔為高於海平面191米（即627英呎），而該地所採用的時區為UTC-6，即北美中部時區（CST）。同時該地設有夏令時間，為UTC-6調快一小時，即UTC-5（CDT）。